# Fontaines-sur-Marne
Fontaines-sur-Marne é uma comuna francesa na região administrativa de Grande Leste, no departamento de Haute-Marne. Estende-se por uma área de 6,47 km². Em 2010 a comuna tinha 149 habitantes (densidade: 23 hab./km²).